# Kékes (település)
Kékes (románul: Chiochiș) falu Romániában, Beszterce-Naszód megyében.

## Fekvése
A Mezőség északkeleti részén, Mezőveresegyháza nyugati szomszédjában fekszik, Déstől 43 km-re délkeletre.

## Története
Nevét az oklevelek 1320-ban említették először Kekus néven, majd 1442-ben Kekes, 1470-ben Alsokekes és Felsewkekes, 1510-ben Kekews, 1598-ban Magiar Kekes, 1644-ben Nyárló Kékes, román nevét 1750-ben Keukis, 1808-ban Työtyis alakban írták.
Első ismert birtokosai valószínűleg a Zsombor nemzetség tagjai voltak a 13. században. 1320-ban a közülük származó Chunpas (Drági) Lőrinc fia István, Csenka László és utóbbi fiai, Beke és Domokos bírták. Tőlük Károly Róbert 1320-ban, hűtlenség miatt elvette és Elefánti Dezsőnek adományozta. 1467-ben akkori birtokosa, Iklódi Márton részt vett a Mátyás elleni összeesküvésben, aki emiatt Kovács Istvánnak juttatta. 1487 és 1492 között a Drági családé volt. 1576-ban Báthory István Bekes Gáspár párthívét, Drági Károlyi Lászlót ruszkai Kornis Gáspár javára megfosztotta itteni birtokrészétől.
A reformáció idején református és unitárius egyháza is alakult, de utóbbi 1638-ban megszűnt. 1606-ban Kornis Boldizsár és Szemere János birtoka volt. 1607-ben Bethlen Farkas itteni birtokrészét Auner Márton kolozsvári sebésznek adta zálogba. Birtokosai között 1625-ben feltűnt Kovacsóczy István kancellár. 1673-ban került a Bánffy család tulajdonába.
1643-ból való az első említés református iskolájáról. A kuruc harcok kezdetén elpusztult. 1705 szeptemberében itt táborozott Pekry Lőrinc. 1750-ben 12 jobbágy, 49 zsellér, három szegény zsellér és 11 kóbor családfőt írtak benne össze. A 18. század folyamán többször tartotta itt gyűléseit Doboka vármegye. A század közepén már a Wesselényi család birtoka, 1820-ban Wesselényi Miklósé.
1876-ban Doboka vármegyétől az akkor megalakított Szolnok-Doboka vármegyéhez csatolták. 1878 után a vármegye egyik  járásának székhelye volt. 1878-tól gyógyszertár is működött benne.

## Nemzetiségek és vallások
- 1850-ben 621 lakosából 385 volt román, 161 magyar és 73 cigány nemzetiségű; 458 görögkatolikus és 161 református vallású.
- 1910-ben 1082 lakosából 567 volt román és 509 magyar anyanyelvű; 485 ortodox, 382 református, 50 római katolikus és 46 zsidó vallású.
- 2002-ben 498 lakosából 296 volt román, 177 magyar és 25 cigány nemzetiségű; 316 ortodox, 165 református és 6 római katolikus vallású.

## Híres emberek
- Itt született 1875. október 29-én Iuliu Prodan botanikus.
- Itt született 1896. augusztus 19-én Karácsony Emmy festőművész.
- Itt született 1911. április 24-én Debreczeni Árpád indológus.
- Itt született 1951. június 23-án Szilágyi Varga Zoltán grafikus, rajzfilmrendező.

## Látnivalók
- Református temploma Alpár Ignác tervei alapján, 1892 és 1894 között épült.
- A Wesselényi család 1769-ben épült vadászkastélya. A 19. század végén és a 20. század elején a kékesi járás intézményei működtek benne.[4]

## Képek

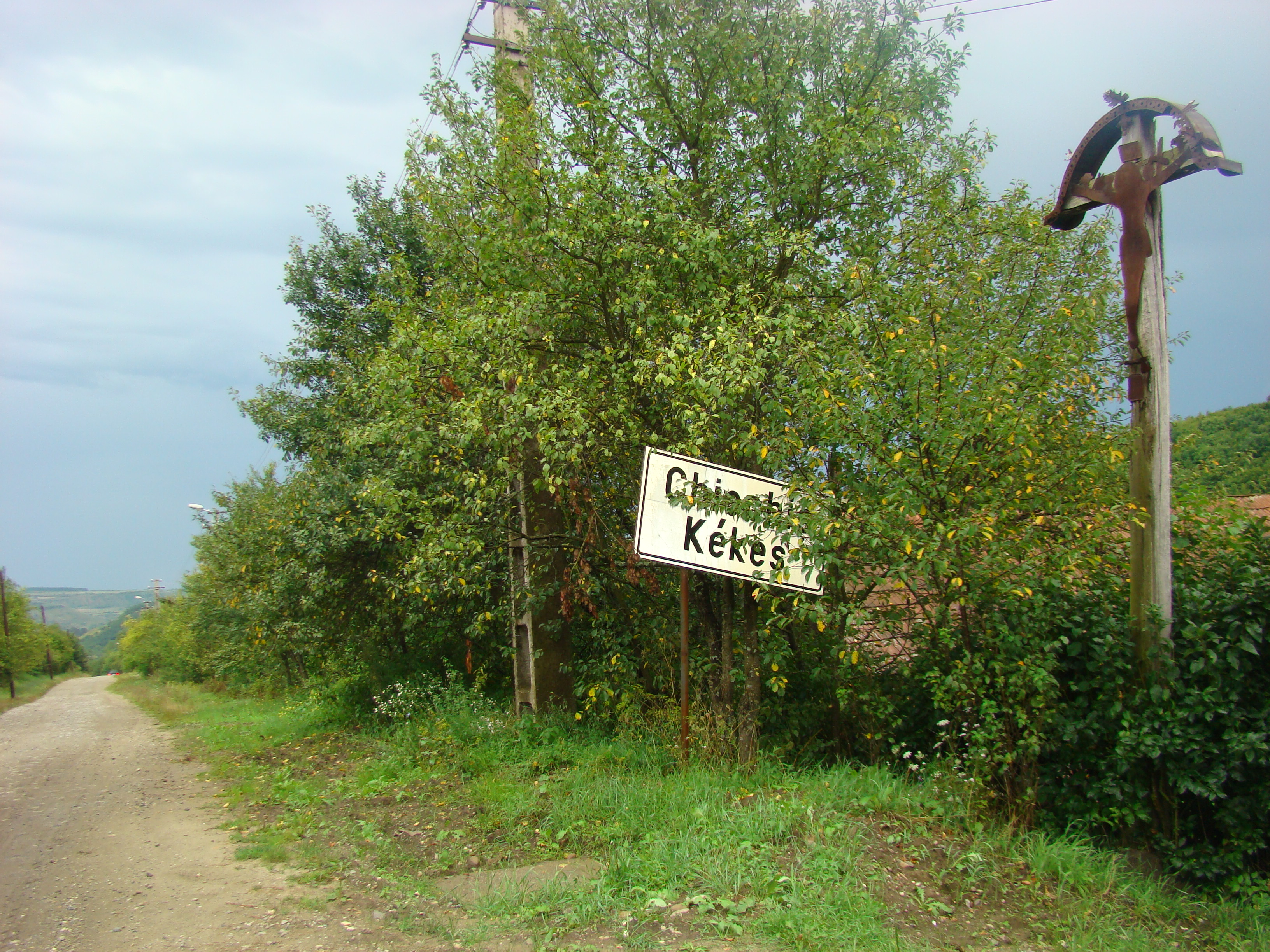
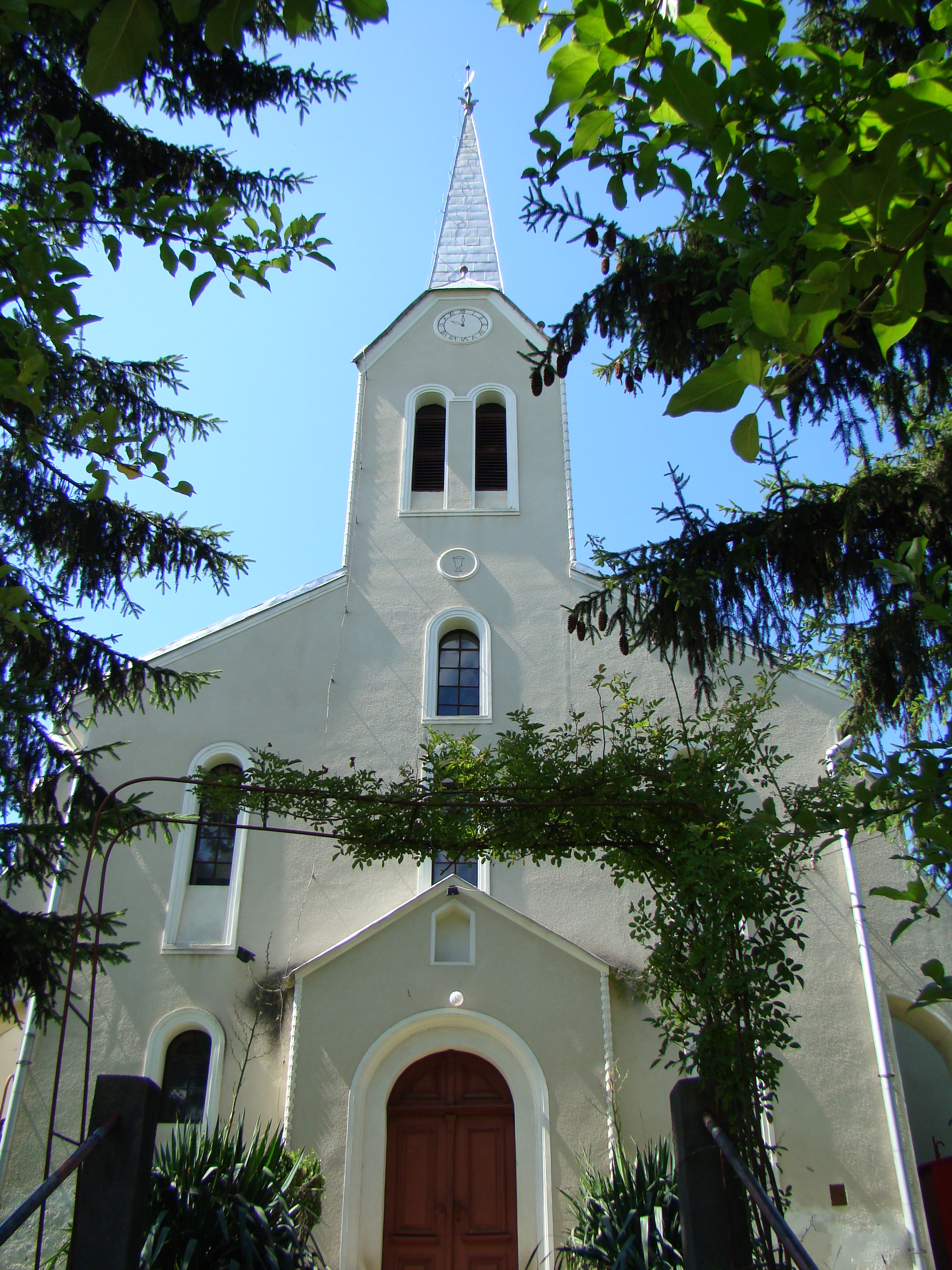
A református templom homlokzata
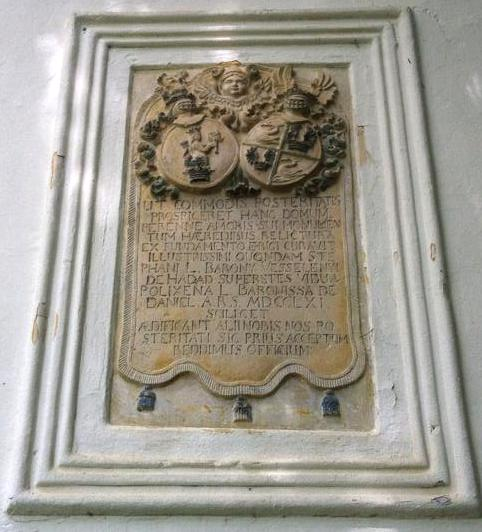
Wesselényi-kastély
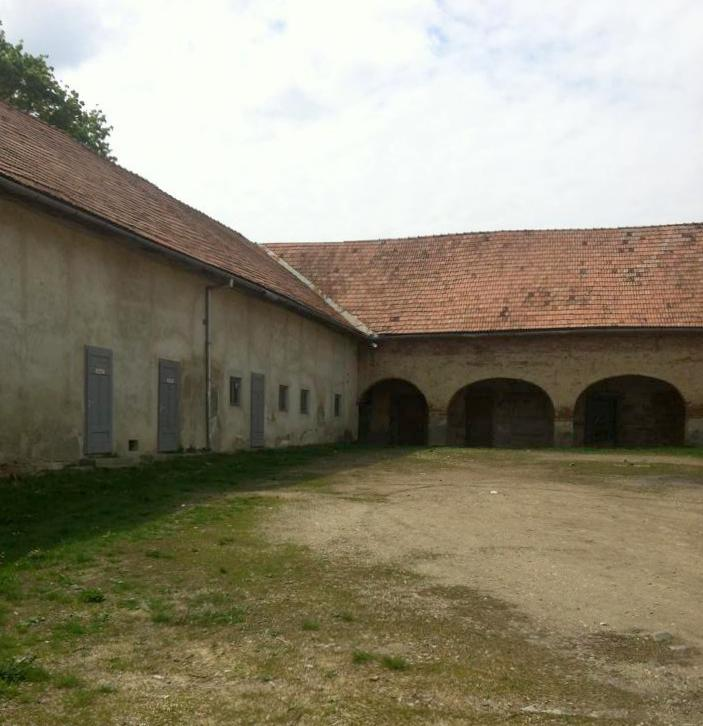